# Natália Luiza
Natália Luísa de Figueiredo Campos, mais conhecida por Natália Luiza (Lourenço Marques, 24 de maio de 1960), é uma actriz, encenadora e dobradora moçambicana naturalizada portuguesa.

## Biografia
Regular no teatro, cinema e televisão, participou em filmes como A Maldição de Marialva de António de Macedo (1990), Longe da Vista de João Mário Grilo (1998) ou Adeus, Pai de Luís Filipe Rocha (1996).
Natália Luiza é bacharel em Psicologia pela Faculdade de Psicologia e Ciências da Educação da Universidade de Lisboa, licenciou-se em Teatro na Escola Superior de Teatro e Cinema do Instituto Politécnico de Lisboa e é, actualmente, mestranda em Estudos Africanos, no ISCTE - Instituto Universitário de Lisboa.
Mantém-se há vários anos como co-directora artística do Teatro Meridional.

## Televisão
| Ano       | Projeto                    | Personagem                   | Canal    | Notas                       |
| --------- | -------------------------- | ---------------------------- | -------- | --------------------------- |
| 1981      | Tragédia da Rua das Flores | Joana                        | RTP      |                             |
| 1985      | Chuva na Areia             | Margarida Nunes              | RTP      | Telenovela                  |
| 1986      | Duarte e Companhia         |                              | RTP      | pequena participação        |
| 1987/1988 | Lá em Casa Tudo Bem        | Marta Peres                  | RTP      | Série                       |
| 1988      | Bâton                      | Júlia                        | RTP      | Peça de Teatro em Televisão |
| 1990      | A Morgadinha dos Canaviais |                              | RTP      | Mini-Série                  |
| 1991      | O Mandarim                 | Generala                     | RTP      |                             |
| 1991      | Histórias Fantásticas      |                              | RTP      | pequena participação        |
| 1992      | Pós de Bem-Querer          | Cristina                     | RTP      | Mini-Série                  |
| 1997      | Polícias                   | Eduarda                      | RTP      |                             |
| 1997/1998 | A Grande Aposta            | Teresa Marques Leal          | RTP      | Telenovela                  |
| 1999      | Cruzamentos                |                              | RTP      | Direcção de actores         |
| 1999/2000 | A Lenda da Garça           | Inês Bessa Faria de Castro   | RTP      | Telenovela                  |
| 2000      | A Febre do Ouro Negro      |                              | RTP      | Série                       |
| 2001      | Ganância                   | Luísa Castro Bravo           | SIC      | Telenovela                  |
| 2003      | Ana e os Sete              | Psicóloga                    | TVI      |                             |
| 2006/2007 | Paixões Proibidas          | Júlia Queiroz                | Band/RTP | Telenovela                  |
| 2011      | Maternidade                |                              | RTP      | pequena participação        |
| 2013      | Dancin' Days               | Juíza                        | SIC      | pequena participação        |
| 2014      | O Beijo do Escorpião       | Adelaide Maria Correia Vidal | TVI      |                             |
| 2017      | A Herdeira                 | Juíza                        | TVI      | elenco adicional            |
| 2021      | Vento Norte                | Isabel Mello                 | RTP      | Série                       |
| 2023      | O Crime do Padro Amaro     | D. Maria                     | RTP      | Mini- Série                 |

## Dobragens
| Ano       | Personagem      | Título Adaptado                                   | Título Original                |
| --------- | --------------- | ------------------------------------------------- | ------------------------------ |
| 2017      | Flo             | Carros 3                                          | Cars 3                         |
| 2012      | Bruxa           | Brave - Indomável                                 | Brave                          |
| 2011      | Flo             | Carros 2                                          | Cars 2                         |
| 2009      | Mamã Odie       | A Princesa e o Sapo                               | The Princess and the Frog      |
| 2006      | Innoko Siqiniq  | Kenai e Koda 2                                    | Brother Bear 2                 |
| 2006      | Flo             | Carros                                            | Cars                           |
| 2006-2008 | Yzma (diálogos) | A Nova Escola do Imperador                        | The Emperor's New School       |
| 2005      | Yzma (diálogos) | Pacha e o Imperador 2: A Grande Aventura de Kronk | Kronk's New Groove             |
| 2005      | Kala            | Tarzan 2                                          | Tarzan 2                       |
| 2002      | Kala            | Tarzan e Jane                                     | Tarzan & Jane                  |
| 2001-2003 | Kala            | Tarzan                                            | The Legend of Tarzan           |
| 2000      | Yzma            | Pacha e o Imperador                               | The Emperor's New Groove       |
| 2000      | Cruella de Vil  | Os 102 Dálmatas                                   | 102 Dalmatians                 |
| 1999      | Kala            | Tarzan                                            | Tarzan                         |
| 1998      | Sra. Hoggett    | Babe - Um Porquinho na Cidade                     | Babe: Pig in the City          |
| 1998      | Tommy Pickles   | Rugrats - O Filme                                 | The Rugrats Movie              |
| 1997      | Weebo           | Flubber - O Professor Distraído                   | Flubber                        |
| 1997      | Weebette        | Flubber - O Professor Distraído                   | Flubber                        |
| 1996      | Cruella de Vil  | 101 Dálmatas                                      | 101 Dalmatians                 |
| 1991-1995 | Tommy Pickles   | Rugrats: Os Meninos do Coro (1ª-3ª temporadas)    | Rugrats                        |
| 1961      | Cruella de Vil  | Os 101 Dálmatas                                   | One Hundred and One Dalmatians |

## Carreira
- 1981 - programa de David Mourão Ferreira
- 1981 - Tragédia da Rua das Flores
- 1982 - Fim de Estação
- 1984 - Chuva na Areia
- 1986 - Duarte & Companhia: A Revolta dos Escravos
- 1987 - Lá em Casa Tudo Bem
- 1988 - Octávio
- 1988 - Baton
- 1989 - A Maldição de Marialva
- 1989 - O Mistério da Boca do Inferno
- 1990 - O Mandarim
- 1990 - A Morgadinha dos Canaviais
- 1990 - O Processo do Rei
- 1991 - Histórias Fantásticas: Os Assassinos Herdam
- 1992 - O Luto de Electra
- 1992 - Pós de Bem-Querer
- 1993 - A Chama Sagrada
- 1994 - Quem Conta um Conto (programa de Mário Zambujal)
- 1995 - Sinais de Fogo
- 1995 - Acontece (programa de Carlos Pinto Coelho)
- 1996 - Adeus, Pai
- 1997 - Polícias
- 1997 - A Grande Aposta
- 1998 - Longe da Vista
- 1999 - O Anjo da Guarda
- 1999 - A Lenda da Garça
- 1999 - Cruzamentos
- 2000 - A Febre do Ouro Negro
- 2001 - Ganância
- 2003 - Ana e os Sete
- 2006 - Paixões Proibidas
- 2008 - Amália: O Filme
- 2010 - Maternidade
- 2012 - Dancin' Days
- 2014 - O Beijo do Escorpião
- 2021 - Vento Norte